# ジャッキー・ジョイナー＝カーシー
ジャッキー・ジョイナー＝カーシー（Jackie Joyner-Kersee、1962年3月3日 - ）は、アメリカ合衆国・イリノイ州イーストセントルイス出身の元陸上競技女子七種競技及び走幅跳選手。七種競技の世界記録保持者。
1987年世界陸上競技選手権大会で女子七種競技と走幅跳でともに金メダルを獲得した。翌年の1988年ソウルオリンピックにおいても、七種競技及び走幅跳でともに金メダルを獲得し、世界選手権とオリンピック双方で2種目2冠を達成している。
1987年世界陸上競技選手権大会では2位に500点以上の大差をつけて圧勝するなど、七種競技において絶対的な強さを誇った。歴代の七種競技の上位6つまでの記録は、すべてカーシーが独占している。一方、走幅跳では、同時期に活躍したハイケ・ドレクスラー（ドイツ）としばしば熱戦を演じた。現在の歴代記録においても、カーシーが2位の7m49、ドレクスラーが3位の7m48と、非常に拮抗している。
カーシーは、走幅跳だけではなく、200mや100mハードルでも高い実力を発揮した。このように混成競技においてさまざまな種目で活躍した彼女は、その功績から「クイーン・オブ・アスリート」とも呼ばれる。
実兄のアル・ジョイナーはロサンゼルスオリンピック男子三段跳で金メダルを獲得。アルの妻（義姉）フローレンス・グリフィス＝ジョイナーは1988年ソウルオリンピック女子100m、200m、4×100mリレーで金メダルを、4×400mリレーで銀メダルを獲得している。カーシーの夫、ボブ・カーシーは彼女のコーチでもある。

## 自己ベスト
- 200m　22秒30 　(インディアナポリス：1988年7月15日)
- 800m　2分08秒51　(ソウル：1988年9月24日)
- 100mH　12秒61 (サンノゼ：1988年5月28日)
- 400mH　56秒70 (ニューヨーク：1993年5月22日)
- 走高跳　1m93　(インディアナポリス：1987年7月15日)
- 走幅跳　7m49　(セストリエール：1994年5月22日、ニューヨーク：1994年7月31日、世界歴代2位)
- 砲丸投　16m00　(ローマ：1987年8月31日)
- やり投　50m08　(インディアナポリス：1988年7月16日)
- 七種競技　7291点　(ソウル：1988年9月24日、世界記録)

| 種目   | 記録      | ポイント |
| ------ | --------- | -------- |
| 100mH  | 12秒69    | 1172     |
| 走高跳 | 1m86      | 1054     |
| 砲丸投 | 15m80     | 915      |
| 200m   | 22秒56    | 1123     |
| 走幅跳 | 7m27      | 1264     |
| やり投 | 45m66     | 776      |
| 800m   | 2分08秒51 | 987      |

## 主な実績
| 年   | 大会                     | 場所                               | 種目     | 結果  | 記録   |
| ---- | ------------------------ | ---------------------------------- | -------- | ----- | ------ |
| 1983 | 世界陸上競技選手権大会   | ヘルシンキ(フィンランド)           | 走幅跳   | - (q) | DNS    |
| 1984 | オリンピック             | ロサンゼルス(アメリカ合衆国)       | 走幅跳   | 5位   | 6m77   |
| 1984 | オリンピック             | ロサンゼルス(アメリカ合衆国)       | 七種競技 | 2位   | 6385pt |
| 1987 | パンアメリカンゲームズ   | インディアナポリス(アメリカ合衆国) | 走幅跳   | 1位   | 7m45   |
| 1987 | 世界陸上競技選手権大会   | ローマ(イタリア)                   | 走幅跳   | 1位   | 7m36   |
| 1987 | 世界陸上競技選手権大会   | ローマ(イタリア)                   | 七種競技 | 1位   | 7128pt |
| 1988 | オリンピック             | ソウル(韓国)                       | 走幅跳   | 1位   | 7m40   |
| 1988 | オリンピック             | ソウル(韓国)                       | 七種競技 | 1位   | 7291pt |
| 1991 | 世界陸上競技選手権大会   | 東京(日本)                         | 走幅跳   | 1位   | 7m32   |
| 1992 | オリンピック             | バルセロナ(スペイン)               | 走幅跳   | 3位   | 7m07   |
| 1992 | オリンピック             | バルセロナ(スペイン)               | 七種競技 | 1位   | 7044pt |
| 1993 | 世界陸上競技選手権大会   | シュトゥットガルト(ドイツ)         | 七種競技 | 1位   | 6837pt |
| 1994 | IAAFグランプリファイナル | パリ(フランス)                     | 走幅跳   | 1位   | 7m21   |
| 1995 | 世界陸上競技選手権大会   | イェーテボリ(スウェーデン)         | 走幅跳   | 6位   | 6m74   |
| 1996 | オリンピック             | アトランタ(アメリカ合衆国)         | 走幅跳   | 3位   | 7m00   |
| 1997 | 世界陸上競技選手権大会   | アテネ(ギリシャ)                   | 走幅跳   | 5位   | 6m79   |

- qは予選